# Kamniškobistriško polje
Kamniškobistriško polje je zelo gosto poseljeno, ima največ njivskih površin v Ljubljanski kotlini. Na sredi je prod, na rob pa ilovica. Regijo ločujejo od Kranjskega in Ljubljanskega polja gozdnati osamelci.
Pravimo mu tudi Bistriška ravnina, Bistriška ravan, Kamniškobistriška ravan, Kamniško-Mengeško polje ali Kamniško-Domžalsko polje (po dveh večjih naseljih). 

## Vodovje
Po polju teče reka Kamniška Bistrica ter nekoliko manjši reki, Pšata in Rača, ki se izlivata vanjo. V preteklosti so izkoriščali kot vodno silo teh rek za obrtne obrate. Danes je ob reki razvita industrija.

## Industrija
- Domžale imajo kemično, tekstilno in papirno industrijo.
- Kamnik ima kovinsko, pohištveno in kemično industrijo.